# Guo Shuai
Guo Shuai (1 mei 1995) is een Chinese wielrenner. Guo is gespecialiseerd op de sprintonderdelen bij het baanwielrennen. In 2019 behaalde hij een tweede plaats op de teamsprint tijdens de Aziatische kampioenschappen baanwielrennen.

## Belangrijkste resultaten
| Jaar | CK | AK         | WK             | Overig                           |
| ---- | -- | ---------- | -------------- | -------------------------------- |
| 2018 |    |            |                |                                  |
| 2019 |    | teamsprint | 9e teamsprint  |                                  |
| 2020 |    |            | 10e teamsprint |                                  |
| 2021 |    |            |                |                                  |
| 2022 |    |            | 7e teamsprint  |                                  |
| 2023 |    | teamsprint | 7e teamsprint  | Aziatische Spelen: · teamsprint  |
| 2024 |    |            |                | Olympische Spelen: 7e teamsprint |